# Mauloutchia sambiranensis
Mauloutchia sambiranensis là một loài thực vật có hoa trong họ Myristicaceae. Loài này được (Capuron) Sauquet mô tả khoa học đầu tiên năm 2004.